# Gan Ching Hwee
Gan Ching Hwee (颜欣慧S, Yán XīnhuìP; Singapore, 22 luglio 2003) è una nuotatrice singaporiana.

## Educazione
Gan ha studiato alla Tao Nan School, alla Methodists Girls' School e alla Anglo-Chinese School (indipendente) di Singapore. Attualmente studia scienze della nutrizione all'Università dell'Indiana, negli Stati Uniti.

## Carriera di nuotatrice
Gan ha gareggiato nei 1500 metri stile libero femminili ai Campionati mondiali di acquaticità 2019. Ha vinto gli 800m stile libero femminili ai Liberty Insurance 50th Singapore National Age Group Swimming Championships e ha battuto il suo record nazionale U-17 con 8:42.23.
Nel 2021, Gan non si è qualificata per i Giochi della XXXII Olimpiade tenutesi a Tokyo, in Giappone, ma è stata invitata dalla FINA a partecipare ai Giochi olimpici. In base alla politica di selezione della Singapore Swimming Association, Gan è stata selezionata per le Olimpiadi.
Il 4 luglio 2024, la World Aquatics (Aqua) (ex FINA) ha confermato che Singapore avrebbe potuto inviare una squadra di staffetta 4x100m medley femminile alle Olimpiadi del 2024 che si sarebbero tenute a Parigi, in Francia. Il 5 luglio, Gan ha ricevuto un nuovo invito da Aqua per la gara dei 1500m stile libero femminile ai Giochi olimpici.
Al suo debutto alle Olimpiadi 2024, nei 1500 metri stile libero femminili, Gan ha battuto il record nazionale con 16:10:13 durante le manche, ma ha mancato l'accesso alla finale per un punto. Anche negli 800 metri stile libero femminili ha battuto il record nazionale con 8:32:37 durante le manche, piazzandosi all'undicesimo posto e non accedendo alle finali.